# Atletika na Letních olympijských hrách 1988 – skok vysoký muži
Skok vysoký mužů na Letních olympijských hrách 1988 se uskutečnil ve dnech 24. a 25. září na Olympijském stadionu v Soulu. Celkem do kvalifikace nastoupilo 27 výškařů, z nichž 16 nejlepších postoupilo do finále. Zlatou medaili získal sovětský výškař Gennadij Avdějenko výkonem 238 cm, což byl nový olympijský rekord. Stříbro získal Američan Hollis Conway a bronz společně sovětský výškař Rudolf Povarnicyn a Patrik Sjöberg ze Švédska.

## Výsledky finále
| Umístění         | Jméno              | Stát                   | 2,15 | 2,20 | 2,25 | 2,28 | 2,31 | 2,34 | 2,36 | 2,38 | 2,40 | 2,44 | Výkon   |
| ---------------- | ------------------ | ---------------------- | ---- | ---- | ---- | ---- | ---- | ---- | ---- | ---- | ---- | ---- | ------- |
| Zlatá medaile    | Gennadij Avdějenko | Sovětský svaz          |      | O    | O    | -    | O    | O    | O    | XO   | X    | XX   | 2,38 cm |
| Stříbrná medaile | Hollis Conway      | Spojené státy americké |      | XO   | XO   | O    | O    | XO   | O    | XXX  |      |      | 2,36 cm |
| Bronzová medaile | Rudolf Povarnicyn  | Sovětský svaz          |      | O    | O    | O    | O    | O    | XO   | XXX  |      |      | 2,36 cm |
| Bronzová medaile | Patrik Sjöberg     | Švédsko                |      |      | O    | -    | O    | -    | XO   | XXX  |      |      | 2,36 cm |
| 5.               | Nick Saunders      | Bermudy                |      | O    | XO   | -    | X--  | O    | X-   | XX   |      |      | 2,34 cm |
| 6.               | Dietmar Mögenburg  | Západní Německo        |      |      | O    | -    | XO   | XO   | X-   | XX   |      |      | 2,34 cm |
| 7.               | Dalton Grant       | Velká Británie         |      |      | O    | -    | O    | XXX  |      |      |      |      | 2,31 cm |
| 7.               | Carlo Thränhardt   | Západní Německo        |      |      | O    | -    | O    | XXX  |      |      |      |      | 2,31 cm |
| 7.               | Igor Paklin        | Sovětský svaz          |      | O    | O    | -    | O    | X--  | XX   |      |      |      | 2,31 cm |
| 10.              | Jim Howard         | Spojené státy americké |      | O    | O    | XO   | O    | XXX  |      |      |      |      | 2,31 cm |
| 11.              | Brian Stanton      | Spojené státy americké | O    | -    | O    | O    | XO   | XXX  |      |      |      |      | 2,31 cm |
| 12.              | Krzysztof Krawczyk | Polsko                 |      | O    | O    | XO   | XXO  | XXX  |      |      |      |      | 2,31 cm |
| 13.              | Luca Toso          | Itálie                 | XO   | O    | O    | XXX  |      |      |      |      |      |      | 2,25 cm |
| 14.              | Arturo Ortiz       | Španělsko              | O    | -    | XXO  | XXX  |      |      |      |      |      |      | 2,25 cm |
| 15.              | Róbert Ruffíni     | Československo         | O    | XXO  | XXX  |      |      |      |      |      |      |      | 2,20 cm |
| 16.              | Geoff Parsons      | Velká Británie         | O    | -    | XXX  |      |      |      |      |      |      |      | 2,15 cm |